# Шуанфэнский диалект
Шуанфэнский диалект (кит.упр. 双峰话, кит.трад. 雙峰話, пиньинь Shuāngfēnghuà) — это диалект, распространенный в уезде Шуанфэн округа Лоуди провинции Хунань. Принадлежит лоушаосской (старосянской) ветви Сян (язык). Шуанфэнский диалект мало подвержен влиянию других китайских диалектов и значительно отличается от севернокитайского языка.

## Фонология

### Начальные согласные
|                          |                          | губно-губные (билабиальные) | альвеолярные | альвео-палатальные | ретрофлексные | велярные |
| ------------------------ | ------------------------ | --------------------------- | ------------ | ------------------ | ------------- | -------- |
| носовые                  | носовые                  | m                           | n            | ɲ                  |               | ŋ        |
| взрывные                 | звонкие                  | b                           | d            |                    |               | ɡ        |
| взрывные                 | глухие непридыхательные  | p                           | t            |                    |               | k        |
| взрывные                 | глухие придыхательные    | pʰ                          | tʰ           |                    |               | kʰ       |
| фрикативные              | звонкие                  |                             |              |                    |               | ɣ        |
| фрикативные              | глухие                   |                             | s            | ɕ                  | ʂ             | x        |
| аффрикативные            | звонкие                  |                             | ʣ            | dʑ                 | dʐ            |          |
| аффрикативные            | глухие непридыхательные  |                             | ts           | tɕ                 | tʂ            |          |
| аффрикативные            | глухие придыхательные    |                             | tsʰ          | tɕʰ                | tʂʰ           |          |
| латеральные апроксиманты | латеральные апроксиманты |                             | l            |                    |               |          |

### Слогообразующие гласные
|                                |                                | Ротовые | Ротовые | Ротовые | Ротовые | Ротовые | Ротовые | Назальные | Назальные | Назальные | Назальные |
| Медиаль                        | Медиаль                        | ∅       | ауслаут | a       | e       | i       | u       | n         | ŋ         | ∅         | i         |
| ------------------------------ | ------------------------------ | ------- | ------- | ------- | ------- | ------- | ------- | --------- | --------- | --------- | --------- |
| Ядро                           | ∅                              |         |         |         |         |         | əu      |           | ɒŋ        | æ̃         |           |
| Ядро                           | Гласная                        | i       |         | ia      | ie      |         |         | iɛn       | iɒŋ       | ĩ         | iĩ        |
| Ядро                           | Гласная                        | y       |         | ya      | ye      |         |         | yɛn       |           |           |           |
| Ядро                           | Гласная                        | a       |         |         |         |         |         | an        |           |           |           |
| Ядро                           | Гласная                        | e       |         |         |         |         |         |           |           |           |           |
| Ядро                           | Гласная                        | o       | io      |         |         |         |         |           |           |           |           |
| Ядро                           | Гласная                        | ɤ       | iɤ      |         |         |         |         |           |           |           |           |
| Ядро                           | Гласная                        | ʊ       | iʊ      |         |         |         |         |           |           |           |           |
| Ядро                           | Гласная                        | u       |         | ua      | ue      | ui      |         | uan       |           |           | uĩ        |
| Слоговые (вокальные) согласные | Слоговые (вокальные) согласные | ɹ̩       |         |         |         |         |         | n̩         |           | m̩         |           |
| Слоговые (вокальные) согласные | Слоговые (вокальные) согласные | ɻ̩       |         |         |         |         |         |           |           |           |           |

### Тоны
Высота слога в шуанфэнском диалекте зависит от глухоты или звонкости начального согласного, поэтому тонов выделяется пять:
| Номер тона | Название тона      | Тоновый рисунок | Описание           |
| ---------- | ------------------ | --------------- | ------------------ |
| 1          | yin ping (陰平)    | ˥ (55)          | высокий            |
| 2          | yang ping (陽平)   | ˨˧ (23)         | низкий восходящий  |
| 3          | shang sheng (上聲) | ˨˩ (21)         | низкий             |
| 4          | yin qu (陰去)      | ˧˥ (35)         | высокий восходящий |
| 5          | yang qu (陽去)     | ˧ (33)          | средний            |

## Внешние ссылки
- Кантонский и другие диалекты (на китайском)
- Классификация диалектов Сян